# St. Leonhard (Bachem)

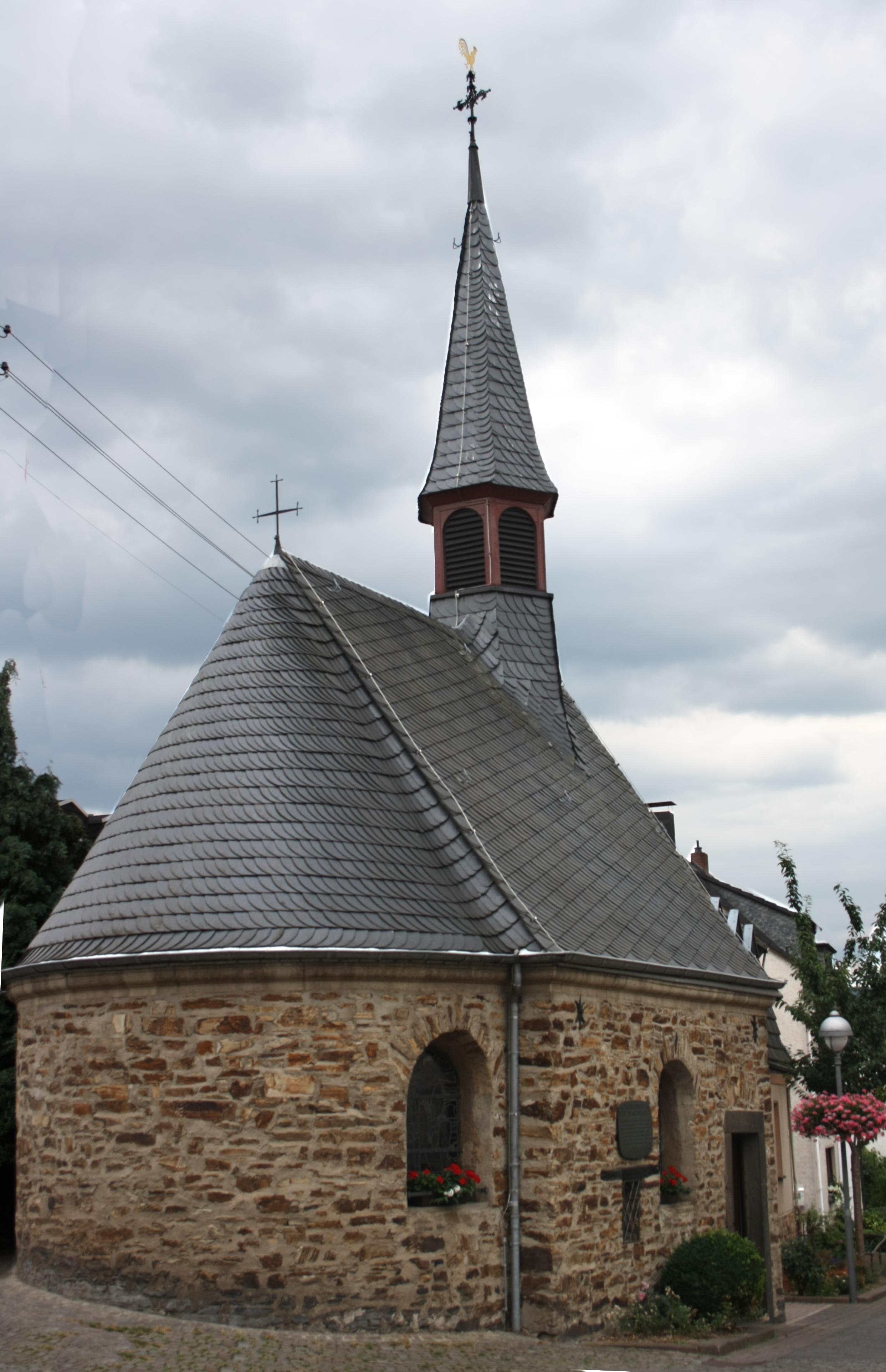
Kapelle St. Leonhard in Bachem

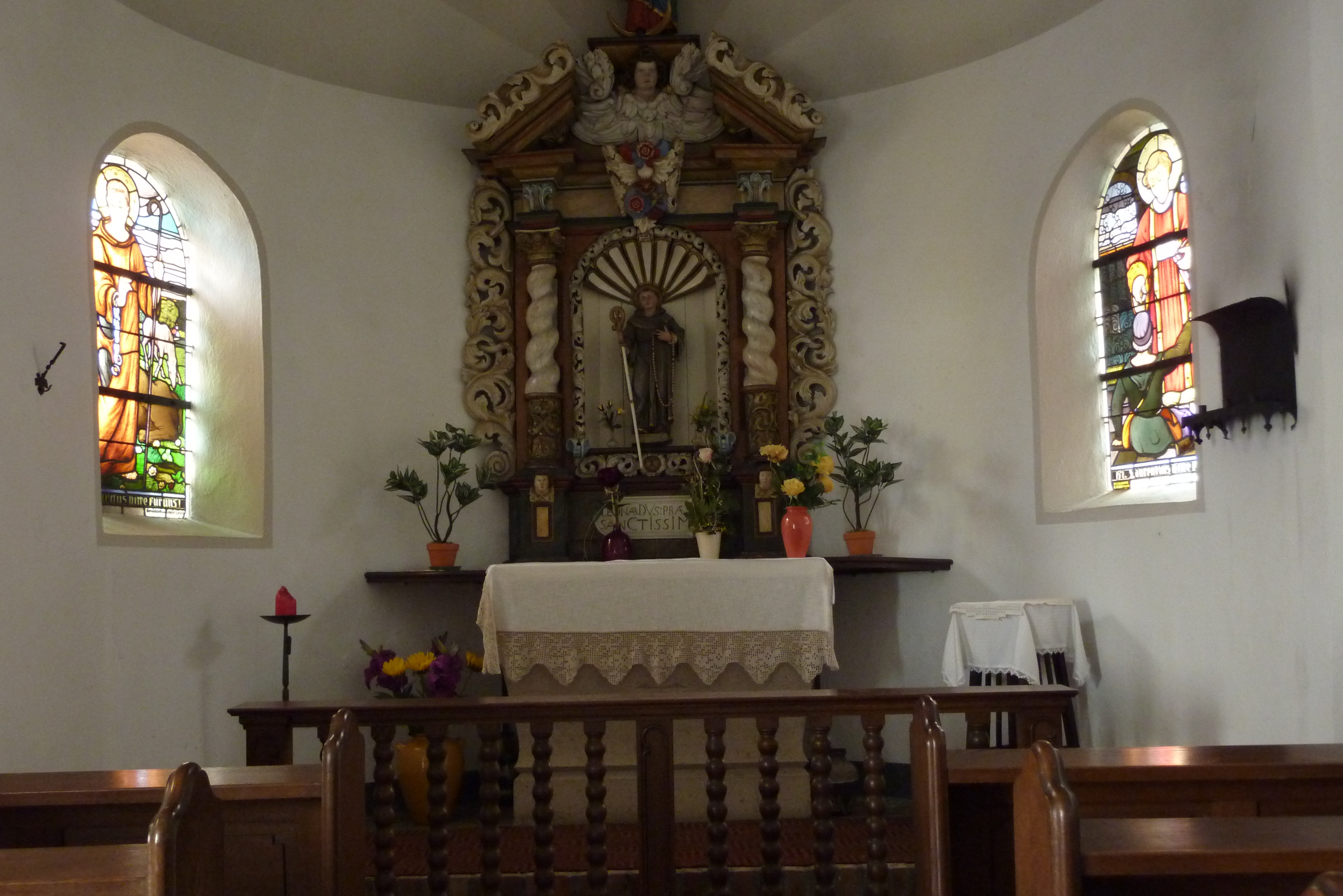
Kapelle St. Leonhard, Chor

Die Kapelle St. Leonhard in Bachem, einem Stadtteil von Bad Neuenahr-Ahrweiler im Landkreis Ahrweiler im nördlichen Rheinland-Pfalz, ist eine katholische Kapelle aus dem 18. Jahrhundert. Sie ist ein geschütztes Kulturdenkmal.

## Geschichte
Die Kapelle, ein unverputzter Bruchsteinbau, wurde 1716 errichtet. Von 1924 bis 1927 wurde die baufällig gewordene Kapelle wiederhergestellt und die eingestürzte Holz-Lehmdecke durch ein Tonnengewölbe ersetzt.
Ein schlanker Dachreiter ziert das schiefergedeckte Dach.
Der aus Holz geschaffene Altaraufsatz von 1717 wird in der Mitte von einer Skulptur des heiligen Leonhard geschmückt, dem die Kapelle geweiht wurde. Darunter befindet sich das Chronogramm: LeonarDVs PraesVL SanCTIssIMVs. Der barocke Hochaltar ist säulenverziert, mit gebrochenem Giebel und Akanthuswangen. Eine Statue der Marienkönigin bekrönt den Altar. 
Die zwei Bleiglasfenster im Chor, den heiligen Leonhard und den heiligen Laurentius darstellend, wurden 1926 von der Glasmalerei H. Meier in Bad Neuenahr geschaffen.